# Питър Флеминг
Питър Флеминг (на английски: Peter Fleming) е американски тенисист. 

## Биография
Питър Блеър Флеминг е роден на 21 януари 1955 г. в Чатъм Боро, Ню Джърси. 

## Кариера
Питър Флеминг посещава гимназия Чатъм, където печели индивидуалния шампионат на гимназията в Ню Джърси през 1972 г. Печели на сингъл мъже в турнира по тенис в Охай през 1975 г.
Той печели 52 титли на двойки в партньорство с Джон Макенроу, седем от които от Големия шлем. На сингъл достига до номер 8 в света, като печелки три титли.
Флеминг играе в три американски отбора за Купа Дейвис, като я печели през 1979, 1981 и 1982. Помага на САЩ да спечелят Световната отборна купа два пъти 1984 и 1985. Флеминг достига до номер 1 в света на двойки през 1984 г.